# George Poinar, hijo
George Orlo Poinar, hijo (1936) es un naturalista, entomólogo, paleontólogo, y escritor estadounidense. Es conocido por popularizar la idea de extraer ADN de insectos fosilizados en ámbar, que recibió especial atención cuando fue adaptada por Michael Crichton para el libro y la película Parque Jurásico.
Poinar estudió en la Universidad Cornell, adonde obtuvo sus títulos de bachiller universitario en ciencias y de maestría. En 1962 obtuvo su título de doctorado en biología en la misma universidad. Investigó durante muchos años en la División de Patología de Insectos del Departamento de Biología de la Universidad de California en Berkeley. Allí, y durante sus viajes por todo el mundo, realizó investigaciones sobre el cultivo axénico de nematodos, nematodos parásitos de insectos y los registros fósiles de insectos y nematodos en ámbar.
Cuando se jubiló, en 1995, se fue con su esposa a vivir a Oregón, donde fundó el Instituto del Ámbar.

## Publicaciones
- Life in Amber (1992), un resumen de varias especies de vida, incluyendo insectos, hallados en ámbar
- Amplification and sequencing of DNA from a 120-135-million-year-old weevil (1993)
- The Quest for Life in Amber (1994)
- The Amber Forest: A Reconstruction of a Vanished World (1999), con Roberta Poinar
- Lebanese Amber: The Oldest Insect Ecosystem in Fossilized Resin, (2001)

## Abreviatura (zoología)
La abreviatura Poinar  se emplea para indicar a George Poinar, hijo como autoridad en la descripción y taxonomía en zoología.

- La abreviatura «Poinar» se emplea para indicar a George Poinar, hijo como autoridad en la descripción y clasificación científica de los vegetales.[2]